# Burhani-haqiqat
Burhani-haqiqat - es una revista literaria, histórica, científica-técnica, sociopolítica. Es la primera publicación, que fue publicada en Irevan en azerbaiyano después de liquidación de la revista “Lek-lek”, que también publicaba en azerbaiyano en 1914. Burhani-haqiqat fue publicada desde 1 de enero de 1917 hasta 29 de junio de 1917. Cada més se publicó dos números de la revista y totalmente fue publicado 9 números. La revista fue de 8 páginas.

## Nombre
En árabe “burhan” se significa “argumento”, “evidencia”, “razón”. “Haqiqat” es la palabra turco y se significa “verdad”.

## Publicación
El 1 de enero de 1917 en la edición “Luys” bajo la dirección de poeta Ali Makhsun y redacción del representante de inteligencia de Irevan Hasan Mirzazadeh Aliyev fue publicado el primer número de la revista “Burhani-haqiqat”.
Djabbar Askerzadeh, Mirza Djabbar Mammadov, Rahim Nadji, Vahid Mughanli, Takhvil Irevani, Shohrat, Nigar khanum, Sariyya khanum, Abdulhaqq Mekhrinisa, Fatma Mufida, Ramziyya u otros fueron los autores de la revista “Buhrani-haqiqat”. Entre los autores también fueron los estudiantes del Seminario Pedagógico de Irevan.

## Contenido
En la revista el mayor lugar se ocupan los artículos sobre los asuntos políticos, pero además de ellos, también fueron publicados los artículos sobre la economía doméstica, familia y crianza de los hijos.
En el año de 2012 el especialista literario Shafaq Nasir realizó la traducción de todos números de la revista “Burhani’haqiqat”.